# Festuca
Festuca es un género de poáceas (o gramíneas) distribuidas en las regiones templadas y en montañas de regiones tropicales. Comprende aproximadamente unas 450 a 600 especies, muchas de las cuales se consideran excelentes forrajeras y se las cultiva para tal fin.

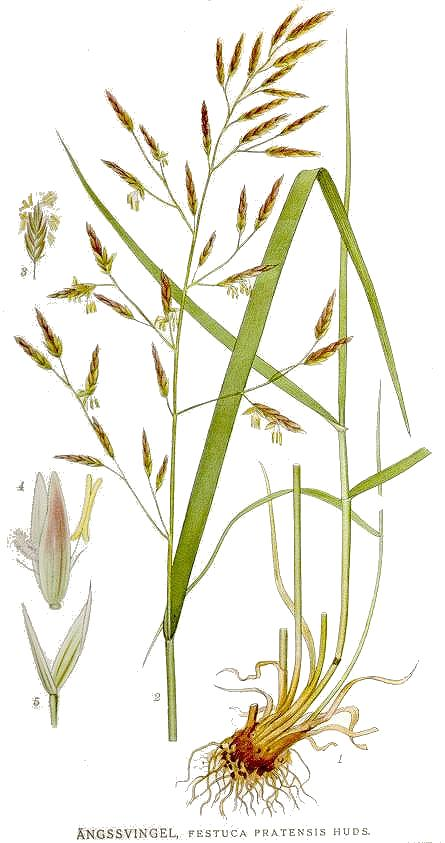
Festuca pratensis.

## Descripción
El género Festuca incluye a hierbas perennes, con hojas planas, convolutas o conduplicadas y espiguillas dispuestas en panojas.
Las espiguillas son pauci- o plurifloras, comprimidas lateralmente, con raquilla articulada por encima de las glumas y entre los antecios. Las glumas son lineal-lanceoladas o lanceoladas, agudas, desiguales, siendo menor la gluma inferior.
Las lemmas son lanceoladas u oblongo-lanceoladas, membranosas o papiráceas, redondeadas en el dorso, 5-nervadas, agudas, generalmente aristadas en el ápice. La lemma es bicarenada. Las flores son hermafroditas o bien, las superiores masculinas. Los estambres son 1 a 3, los estilos son cortos con estigmas plumosos. El cariopse es oblongo o lineal.[cita requerida]. Varios híbridos son fértiles.

## Hábitat y distribución.
Aunque en agricultura algunas especies son consideradas malezas, por su gran capacidad de regeneración y su resistencia a desaparecer, son un forraje muy nutritivo para los herbívoros y se utilizan a estas especies para alimento de la fauna salvaje y el ganado doméstico y en programas de control para evitar la erosión de los suelos. 
Son gramíneas próximas a Lolium muy difundidas y capaces de adaptarse a los más diversos tipos de suelos y climas, muy resistentes al pisoteo, agresivas, invasivas y persistentes. Son plantas pioneras que sobreviven donde muchas especies leñosas no son capaces de hacerlo y constituyen en algunas áreas el único alimento disponible. Algunas especies están adaptadas a suelos áridos, calizos, arenosos, yesosos, salobres o tóxicos, con exceso de aluminio, cobre, mercurio y otros metales. En zonas apropiadas forman praderas densas. 
Su distribución es mundial, excepto en la Antártida.

## Taxonomía
El género fue descrito por Carlos Linneo y publicado en Species Plantarum 1: 73–76. 1753. La especie tipo es: Festuca ovina L.

#### Etimología
El nombre del género deriva del latín y significa tallo o brizna de paja, también el nombre de una mala hierba entre la cebada. 

#### Citología
El número cromosómico básico del género es x = 7, con números cromosómicos somáticos de 2n = 14, 28, 35, 42, 56 y 70, ya que hay especies diploides y una serie poliploide. Cromosomas relativamente "grandes".

#### Especies
- Festuca amethystina L.
- Festuca ampla Hack.
- Festuca amplissima Rupr.
- Festuca argentina (Speg.) Parodi
- Festuca apheles Keng
- Festuca baffinensis Polunin
- Festuca brevifolia R.Br.
- Festuca bromoides Michx.
- Festuca burgundiana Auquier & Kerguélen
- Festuca burnatii St.-Yves
- Festuca capillifolia Dufour
- Festuca californica Vasey
- Festuca clementei Boiss.
- Festuca confinis Vasey
- Festuca confusa Piper
- Festuca coromotensis B. Briceño
- Festuca dasyclada Hack.
- Festuca diandra Michx.
- Festuca dissitiflora Steud.
- Festuca dolichophylla J.Presl
- Festuca durandii Clauson
- Festuca earlei Rydb.
- Festuca elata Keng
- Festuca elegans Boiss.
- Festuca eskia Ramond ex DC.
- Festuca fuegiana Hook.
- Festuca gautieri (Hack.) K.Richt.
- Festuca glauca Vill.
- Festuca gracilenta Buckley
- Festuca gracillima Rothm.
- Festuca gigantea (L.) Vill.
- Festuca gypsophila Hack.
- Festuca hephaestophila Nees
- Festuca heterophylla Lam.
- Festuca howellii Hack.
- Festuca hystrix Boiss.
- Festuca idahoensis Elmer
- Festuca indigesta Boiss.
- Festuca ingrata Rydb.
- Festuca markgrafiae Veldkamp
- Festuca lachenalii (C.C.Gmel.) Spenn.
- Festuca microstachys Nutt.
- Festuca microstachys Nutt.
- Festuca mirabilis Piper
- Festuca nervosa Hook.
- Festuca nevadensis (Hack.) Markgr.-Dann.
- Festuca occidentalis Hook.
- Festuca ovina L.
- Festuca pacifica Piper
- Festuca paniculata (L.) Schinz & Thell.
- Festuca pectinata Labill.
- Festuca plicata Hack.
- Festuca poaeoides Michx.
- Festuca potosiana Renvoize
- Festuca pratensis Hudson
- Festuca pseudotrichophylla Patzke
- Festuca purpurascens Hook.f.
- Festuca quadridentata Kunth - pigonil de Quito[5]
- Festuca richardsonii Hook.
- Festuca rigida (L.) Link
- Festuca rubra L.
- Festuca rusbyi Hitchc.
- Festuca saximontana Rydb.
- Festuca scabrella Torr.
- Festuca scariosa (Lag.) Hackel
- Festuca sciurea Nutt.
- Festuca soraria Piper
- Festuca subbiflora Suksd.
- Festuca subulifolia Benth.
- Festuca suksdorfii Piper
- Festuca talamancensis Davidse
- Festuca tenella Willd.
- Festuca tenuifolia Sibth.
- Festuca texana Vasey
- Festuca trichophylla (Ducros ex Gaudin) K.Richt.
- Festuca triflora Desf.
- Festuca valentina (St.-Yves) Markgr.-Dann.
- Festuca vallicola Rydb.[6][7]

## Híbridos intergenéricos
Se han descrito híbridos intergenéricos (notogéneros) entre Festuca con Vulpia (× Festulpia Melderis ex Stace & R.Cotton), con Lolium (× Festulolium Ascher & Graebn.) y con Bromus (× Bromofestuca Prodan)

## Plagas y enfermedades
Algunas especies son parasitadas por hongos endófitos como Neotyphodium, Acremonium  o Claviceps, que se distribuyen por toda la planta excepto las raíces y que produce sustancias tóxicas alcaloides venenosas para el ganado, que en cantidad elevada producen la muerte, siendo también la causa de abortos y anomalías físicas como peso bajo, malformaciones o enanismo.[cita requerida]